# Manlio Contento
Manlio Contento (Sedegliano, 19 ottobre 1958) è un politico italiano.

## Biografia
Nato il 19 ottobre 1958 a Sedegliano, in provincia di Udine, laureato in giurisprudenza, svolge la professione di avvocato.
Dopo una lunga attività come consigliere comunale di Pordenone ed una breve parentesi come consigliere regionale del Friuli-Venezia Giulia, alle elezioni politiche del 1996 viene candidato alla Camera dei deputati nel collegio uninominale di Udine, sostenuto dalla coalizione di centro-destra Polo per le Libertà in quota Alleanza Nazionale (AN), dove viene eletto al parlamento come deputato con il 40,03% dei voti contro i candidati de L'Ulivo Claudio Mussato (37,35%), della Lega Nord Carla De Nardo (19,15%) e della Lista Pannella-Sgarbi Gianfranco Leonarduzzi (3,48%). Nella XIII legislatura della Repubblica è stato componente della 6ª Commissione Finanze.
Alle elezioni politiche del 2001 viene confermato alla Camera dei deputati. Con la successiva formazione del secondo governo Berlusconi a giugno, viene nominato sottosegretario al Ministero dell'Economia e delle Finanze nel secondo e terzo governo Berlusconi.
Alle elezioni politiche del 2006 viene riconfermato alla Camera dei deputati. Nel 2008 viene di nuovo riconfermato alla Camera dei deputati.Membro della Commissione Giustizia della Camera.
Alle elezioni politiche del 2013 viene candidato al Senato della Repubblica, ma non risulta eletto.